# Zmeinogorsk
Zmeinogorsk (in russo Змеиногорск?) è una città della Russia di circa 10.000 abitanti, sorge nei pressi della Zmeinaja gora in russo Змеиная гора?, da cui prende il nome. La città è situata a circa 270 chilometri da Barnaul, dove fu fondata nel 1736, ottenendo poi nel 1952 lo status di città. Attualmente è il capoluogo dello Zmeinogorskij rajon.